# Triade (misdaad)
Een triade is een Chinese onderwereldorganisatie. Meestal zijn triades gevestigd in Hongkong, Taiwan, Singapore, Macau, Maleisië, deels in China en een aantal grote, mondiaal georiënteerde steden met een grote Chinese minderheid, zoals San Francisco en Los Angeles.

## Geschiedenis
De triades verzonnen zelf een aantal legendes om hun bestaan te legitimeren. De belangrijkste daarvan is de Xi Lu legende, waar verschillende versies van bestaan. De essentie van de legende is echter dat in de vroege Qing-dynastie (1644-1911) China bedreigd werd door een agressief, barbaars volk, de Xi Lu, dat het land binnenviel. De keizer deed een oproep aan alle instituties in het land het gevaar te keren. De invasie werd uiteindelijk bedwongen door monniken van een Shaolinklooster, die de barbaren versloegen. Uit dankbaarheid schonk de keizer het klooster een driehoekig zegel dat het klooster een aanzienlijke status gaf. Dat veroorzaakte nogal wat jaloezie bij hoffunctionarissen en die trachtten daarom de betreffende monniken te elimineren. Een door hen gezonden leger vernietigde het klooster en slechts dertien monniken wisten te ontsnappen. Tijdens hun vlucht vonden er nog acht de dood. De vijf overlevenden kregen bij een rivier een visioen met de opdracht de Qing te vernietigen en de Ming-dynastie (1368-1644) te herstellen. Deze vijf vormden de eerste triade en stichtten in de rest van China meer triades.
Auteurs op het vakgebied zetten de oorsprong van de triades in een beweging die herkenbaar is sinds de late Ming-dynastie. Het is een beweging van het ontstaan van een toenemend aantal - vaak religieuze – groepen met een hoog zelforganiserend vermogen. Veel van die bewegingen hadden een verwachting van een nabije eindtijd die aangeduid zou kunnen worden als millennialisme en messianisme. In de legende van de triades wordt de vijand uit die verhalen over de eindtijd dan gelijkgesteld met de Mantsjoes. Er zal een nieuwe koning van de Ming opstaan die de Qing zal verdrijven en de Ming zal herstellen.
De triades werden wel aangeduid als de  Bijeenkomsten van Hemel en Aarde, naar de instanties die als getuigen zouden fungeren bij de eed waarmee men lid werd van de groepering. De eerste keer dat die naam vermeld wordt in de Chinese geschiedschrijving is tijdens de opstand van Ling Shuanweng op Taiwan in 1786/1787 tijdens het keizerschap van Qianlong (1711-1799). Vanaf die periode arresteerden de autoriteiten aanzienlijke aantallen personen die verdacht werden gelieerd te zijn aan de triaden. Daaronder waren velen met een achtergrond van rebellie of criminaliteit maar ook anderen die vooral geïnteresseerd waren in vormen van collectieve veiligheid buiten de overheid.
De triades waren met name sterk aanwezig in het zuiden en zuidoosten van het land. De beweging groeide toen Qianlong de identiteit  van  Mantsjoe als een etnisch begrip herdefinieerde. Deze poging tot het scheppen van een veel sterkere Mantsjoe-identiteit had bij een aantal groepen Han-Chinezen, waaronder de triades, tot gevolg dat ook daar een sterkere etnische identiteit ontstond. Dat heeft bij hen aanzienlijk bijgedragen tot verdere anti-Mantsjoe-gevoelens.
De eerste criminele activiteit van de triaden betrof de smokkel van zout wat in die periode een handelsmonopolie van de staat was. In de eerste decennia van de negentiende eeuw werkten de triaden samen met Britse en Amerikaanse handelshuizen. In toenemende mate gingen die handelshuizen ertoe over om de illegaal aangevoerde opium voor de kust over te slaan op kleinere jonken die bemand werden door de triaden. Deze jonken konden via de kreken en rivieren de opium rechtstreeks het binnenland in brengen. De gedwongen overname van Hongkong door Groot-Brittannië bood de triaden nieuwe mogelijkheden. Britse bronnen gaan uit van de aanname dat van de Chinese bevolking van Hongkong eind negentiende eeuw 70% verbonden was aan de triaden. Uit die periode dateert ook de eerste verspreiding van de triaden buiten China.
Zowel Sun Yat-sen, de grondlegger van de Republiek China, als de vroege communistische partij maakte in de twintigste eeuw gebruik van de triaden om onlusten en opstandjes te creëren.

## Activiteiten
Triades zijn onder andere actief op de gebieden van prostitutie, drugshandel, afpersing en andere vormen van racketeering. Een belangrijke bron van inkomsten voor triades is het vervalsen van merkproducten en ander intellectueel eigendom zoals kleding, computersoftware, tassen, cd's en horloges. Ze handelen ook in pornografie en smokkelen tabak en brandstoffen.

## Triades
Hieronder een lijst van enkele beruchte triades:
- Sun Yee On, hedendaags de grootste triade ter wereld met meer dan 40.000 leden. Buiten China vooral in België (actief in de Zeehondstraat in Brussel), Frankrijk (actief in Fréjus), Nederland en het Verenigd Koninkrijk actief.
- 14K, hedendaags de een na grootste Triade ter wereld met meer dan 20.000 leden. Buiten Hongkong vooral in Noord-Amerika, Oceanië en het Verenigd Koninkrijk actief.
- Wo Shing Wo, oudste uit Hongkong afkomstige Triade die nog bestaat. Buiten Hongkong zeer actief in het Verenigd Koninkrijk. Kiest elke twee jaar een nieuwe leider.
- Shui Fong, een van de meest invloedrijke triades ter wereld. Lid van de Vier Grote Bendes.
- Tai Huen Chai, een van de meest gesloten triades. Lid van de Vier Grote Bendes.
- Chongqing Triade
- Slangenkop
- Winston gang: Onder andere bekend door de game 《Sleeping dogs》
- Wah Ching, bekend van de Golden Dragon massacre.